# Hardington Mandeville
Hardington Mandeville est une paroisse civile et un village du Somerset, en Angleterre.